# Mgła
Mgła ([mɡwa], svenska: "dimma") är ett polskt black metal-band, bildat år 2000. Bandets texter behandlar bland annat misantropi och nihilism.

## Medlemmar
Nuvarande medlemmar
- M. (Mikołaj Żentara) – sång, gitarr, basgitarr (2000–)
- Darkside (Maciej Kowalski) – trummor (2006–)

Tidigare medlemmar
- Daren (Dariusz Piper) – trummor (2000–2006)

Turnerande medlemmar
- The Fall (Michał Stępień) – basgitarr, sång (2012–)
- E.V.T. (Piotr Dziemski) – gitarr (2015–)
- Silencer (aka Lazarus) – gitarr (2012–2015)

## Diskografi
Studioalbum
- 2008 – Groza
- 2012 – With Hearts Toward None
- 2015 – Exercises in Futility
- 2019 – Age of Excuse

EP
- 2006 – Presence
- 2006 – Mdłości
- 2007 – Further Down the Nest

Samlingsalbum
- 2007 – Mdłości + Further Down the Nest
- 2013 – Presence / Power and Will

Annat
- 2000 – Northwards (outgiven demo)
- 2001 – Necrotic (outgiven demo)
- 2005 – Crushing the Holy Trinity (delad album: Clandestine Blaze / Deathspell Omega / Musta Surma / Stabat Mater / Exordium / Mgła)